# Segunda Batalha do Marne
A Segunda Batalha do Marne ou Batalha de Reims (15 de julho - 5 de agosto de 1918) foi a última importante ofensiva alemã na Frente Ocidental. A ofensiva falhou quando um contra-ataque maciço dos Aliados, liderados pelas forças francesas e contando com várias centenas de tanques, com destaque para os altamente eficazes Renault FT-17, oprimiu os alemães em seu flanco direito, infligindo-lhes pesadas baixas. 
A derrota alemã marcou o início do avanço implacável dos aliados, que culminou com o armistício de cerca de 100 dias depois .

## Antecedentes
Após o fracasso da ofensiva de primavera alemã no começo de 1918 para terminar a guerra, Erich Ludendorff, Chefe do Comando Central e comandante de facto do exército alemão, decidiu que atacar pela região de Flandres (Bélgica) daria a Alemanha uma enorme vantagem sobre a Força Expedicionária Britânica (BEF, em inglês), a mais experiente força Aliada no fronte ocidental. A fim de dar cobertura a sua operação e de expulsar os Aliados da Bélgica, Ludendorff planejou um ataque diversivo ao longo do Rio Marne.

## Ofensiva alemã

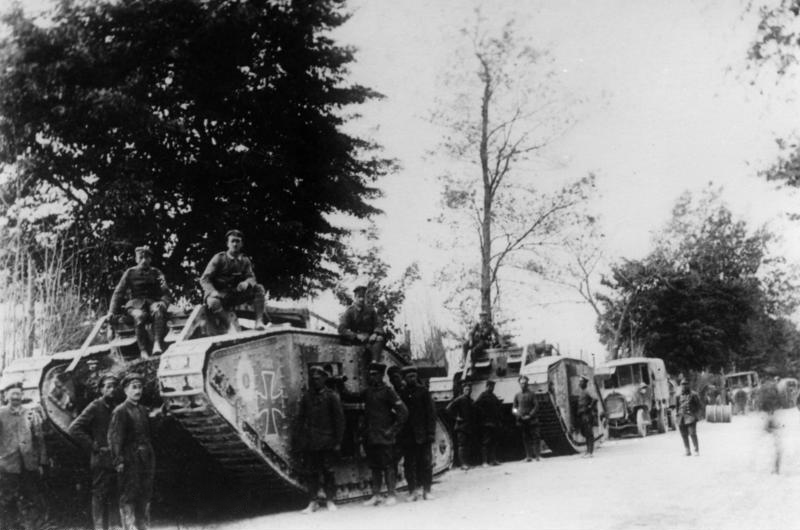
Tanques britânicos Mark IV roubados e em uso por tropas alemãs.

A batalha começou em 15 de julho quando 23 divisões alemãs do Primeiro e Segundo exércitos, liderados por Bruno von Mudra e Karl von Einem, atacou o Quarto Exército Francês sob o comando de Henri Gouraud a leste do Reims (Quarta batalha de Champagne (em francês:  4e Bataille de Champagne). A 42ª Divisão Americana foi incorporada ao Quarto Exército francês comandado por Gouraud. Enquanto isso, 17 divisões do Sétimo Exército Alemão, sob Max von Boehn, ajudados pelo Nono Exército sob comando de Eben, atacou o Sexto Exército Francês sob comando de Jean Degoutte a oeste de Reims, a Batalha da Montanha de Reims (em francês:  Bataille de la Montagne de Reims). Com essas manobras, Ludendorff esperava dividir o exército francês em dois.

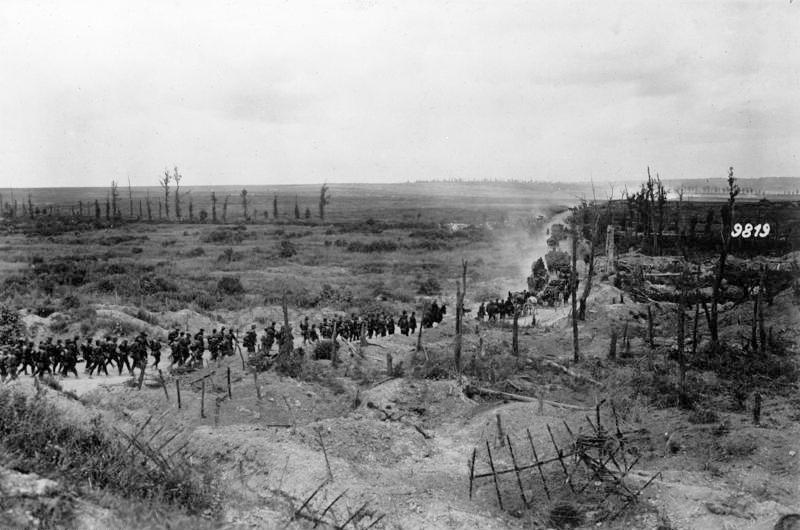
Soldados alemães avançam em outrora posição francesa entre Loivre e Brimont, em 1918.

O ataque alemão a leste do Reims foi parado logo no primeiro dia, mas o ataque a oeste foi muito melhor. Os defensores da margem sul do Marne não aguentaram três horas sob intenso fogo alemão. Sob fogo pesado de metralhadoras, os stosstruppen (tropas de assalto) alemães atravessaram o rio em barcos improvisados. Com grande engenhosidade e maestria, as forças alemães começaram a construir pontes em vários locais onde soldados sobreviventes dos Aliados ainda resistiam. Algumas unidades da Força Expedicionária Aliada, como a 3ª Divisão de Infantaria Americana, seguraram bem suas posições e até contra-atacaram mas, ao anoitecer, os alemães já haviam capturado várias cabeças-de-pontes ao redor da cidade de Dormans, avançando fundo em território Aliado, mesmo ainda que sob intenso bombardeio de aviões franceses. O XXII Corpo do exército britânico e 85 mil americanos se juntaram aos franceses em batalha e pararam o avanço inimigo em 17 de julho. Agora, em vantagem, os Aliados não tardariam em contra-atacar.

## Contra-ofensiva Aliada

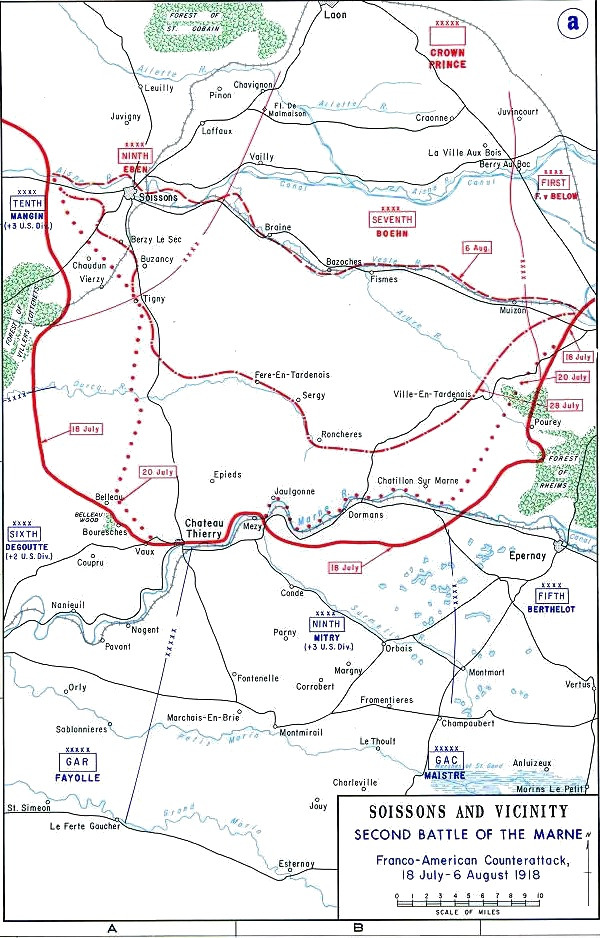
O contra-ataque aliado.

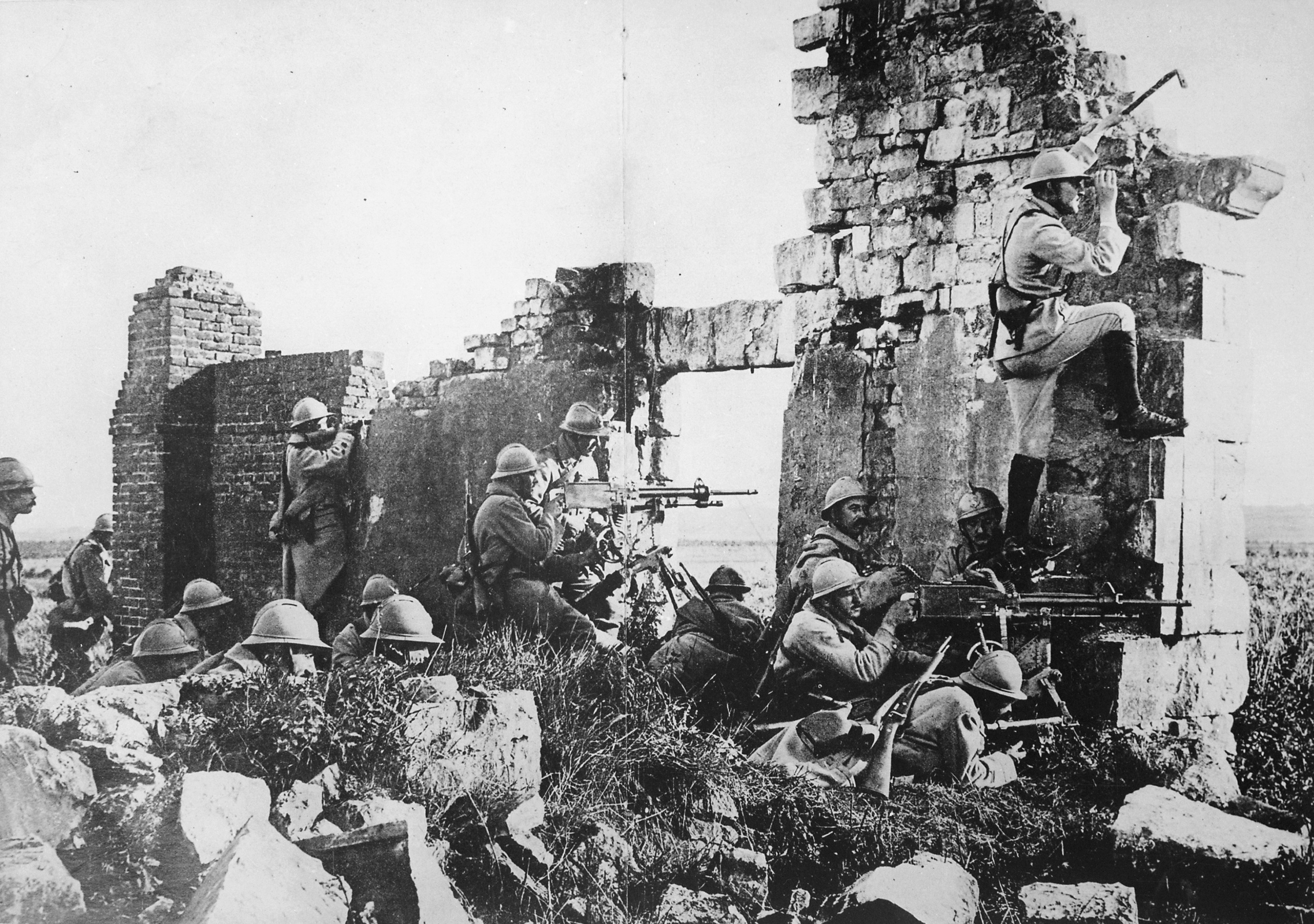
Soldados franceses sob comando do General Gouraud, avançando e empurrando os alemães para longe do Marne, em 1918.

O fracasso alemão em quebrar as linhas inimigas, deu a Ferdinand Foch, o Comandante Aliado Supremo, a vantagem para lançar um contra-ataque decisivo em 18 de julho; 24 divisões francesas, incluindo os Buffalo Soldiers da 92ª Divisão de Infantaria Americana e a 93ª Divisão de Infantaria, também dos EUA, sob comando francês, se juntaram as forças aliadas e com eles vieram mais oito enormes divisões do exército americano e 350 tanques, que atacaram os alemães desprevenidos.
As preparações aliadas foram minuciosas. Foi dito que os Aliados tinham total conhecimento sobre a extensão e a capacidade do exército alemão. Logo as forças francesas e americanas atacariam as posições inimigas e liderados por Foch conseguiram colocar os alemães em retirada. Essa foi a primeira de uma série de retiradas forçadas pelo exército alemão. Em setembro de 1918, nove divisões americanas (cerca de 243 mil homens) se uniram as quatro divisões francesas para forças os alemães a recuar até St. Mihiel.
Em maio, Foch do exército francês começaram a explorar as fraquezas da ofensiva alemã. O exército que derrotou os alemãs era composto por soldados americanos, franceses, britânicos e italianos. O maior problema era que Foch tinha que trabalhar com “quatro comandantes de nacionalidades diferentes mas sem nenhuma autoridade real para dar ordens a eles[...] porém eles conseguiram lutar com as forças combinadas e superaram os problemas de língua, cultura, doutrina e estilos de guerrear”. A presença do Exército dos Estados Unidos foi crucial para deter o avanço alemão. Floyd Gibbons falou sobre as tropas americanas no front dizendo que “Nunca viu homens atacar e ir em direção a morte com tanta força de espírito". Os americanos que tinham acabado de entrar na guerra foram importantes na vitória sobre os alemães pois eles estavam descansados devido a entrada tardia do seu país no conflito contra o exausto exército inimigo, que agora estava em grande desvantagem numérica.
Em 19 de julho, o Exército Italiano perdeu 9,334 oficiais e outros 24 mil soldados pereceram. Apesar disso, Berthelot enviou suas duas novas divisões britânicas, a 51ª (Highland) e a 62ª (West Riding), através das linhas italianas para atacar o Vale de Ardre (Batalha de Tardenois (em francês:  Bataille du Tardenois) - nomeada assim pelas planícies de Tardenois).
Os alemães ordenaram uma retirada em 20 de julho e foram forçados a recuar ainda mais até suas posições originais do começo daquele ano antes da ofensiva começar. Eles então reforçaram seus flancos e em, 22 de julho, Ludendorff ordenou que uma linha fosse feita e mantida de Ourcq até Marfaux.
Os comandantes aliados continuaram a enviar suas tropas contra os ninhos de metralhadora alemãs ganhando algumas centenas de metros a um custo altíssimo. No dia 27 de julho, alemães recuaram até Fère-en-Tardenois e firmaram posições enquanto ainda lutavam em várias frentes.
Em 1 de agosto, as divisões francesas e britânicas do Décimo Exército de Mangin avançaram mais de oito quilômetros. O contra-ataque aliado cedeu em 6 de agosto quando forças alemãs bem entrincheiradas revidaram.
A Segunda Batalha do Marne foi uma grande vitória e Ferdinand Foch recebeu o bastão de Marechal de França. Os aliados fizeram 29 367 prisioneiros, capturaram 793 armas e 3 000 metralhadoras mas o grosso do exército do alemão sobreviveu. A Alemanha sofreu um total de 168 mil baixas desde 15 de julho. O fronte ocidental foi reduzido para 45 km, e a vitória moral no Marne assegurou o fim das ofensivas e vitórias alemãs na guerra e deu aos Aliados uma vantagem para iniciar as operações finais que poriam o exército alemão de joelhos e traria um fim a essa guerra.
De fato, a desastrosa derrota alemã colocou um fim aos planos de Ludendorff de passar pela Bélgica e foi a primeira de uma série de vitórias decisivas para os Aliados que poriam um fim na guerra.

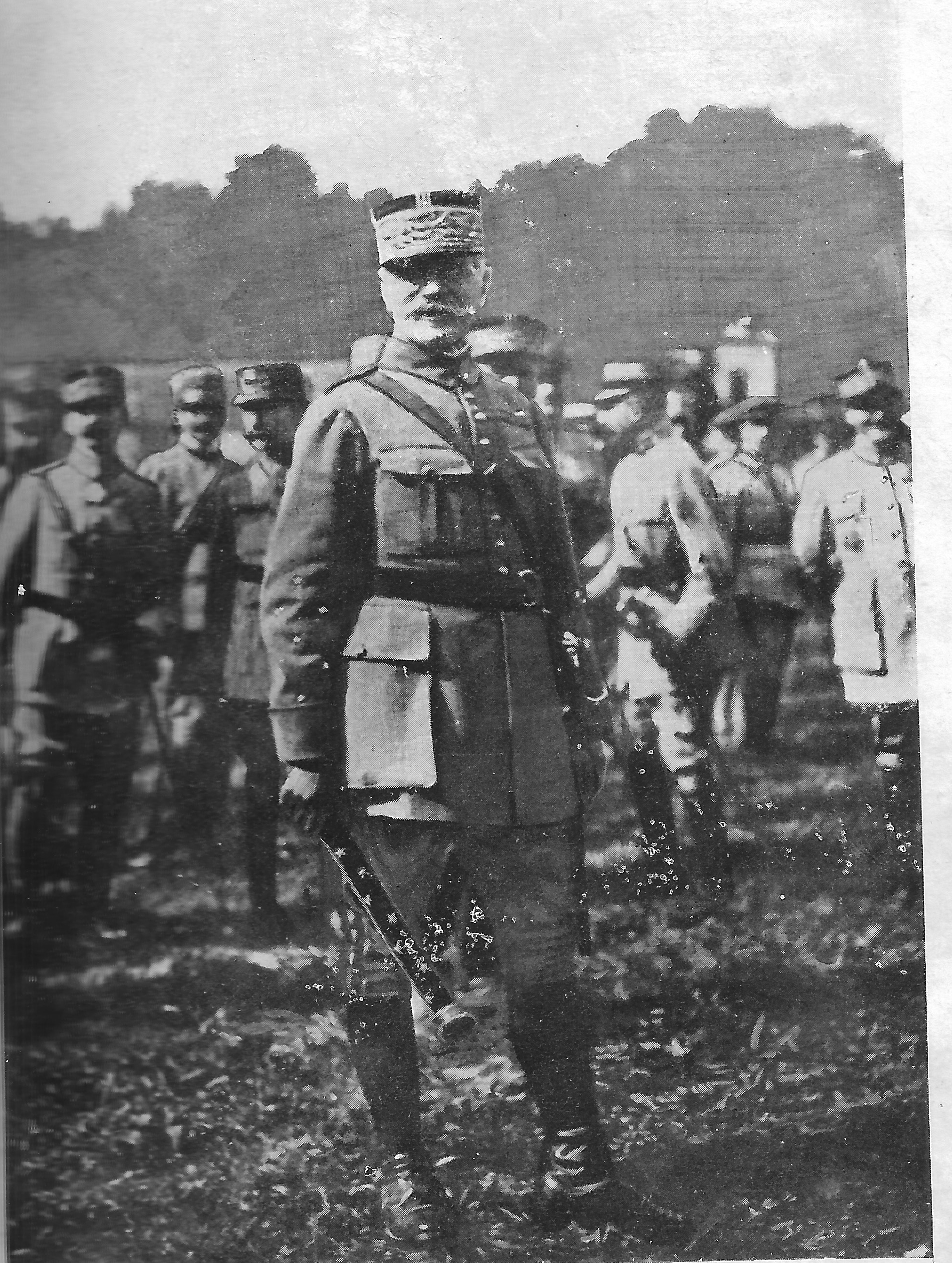
Cerimónia de atribuição do bastão de Marechal de França a Ferdinand Foch